# Martin Fuksa
Martin Fuksa, född den 30 april 1993 i Tjeckien, är en tjeckisk kanotist. Hans far, Petr Fuksa och hans bror, Petr Fuksa Jr. är också kanotister.
Fuksa tog VM-guld i C-1 500 meter vid sprintvärldsmästerskapen i kanotsport 2017 i Plovdiv i Bulgarien.
Vid olympiska sommarspelen 2020 i Tokyo tävlade Fuksa i två grenar. Han slutade på 5:e plats i C-1 1000 meter. I C-2 1000 meter tävlade Fuksa med sin bror Petr Fuksa Jr. och de slutade på andra plats i B-finalen, vilket var totalt 10:e plats i tävlingen. Vid EM i Poznań 2021 tog han dubbla guld i grenarna C-1 500 meter och C-1 1000 meter. Under samma år tog Fuksa dubbla silver vid VM i Köpenhamn i C-1 1000 meter och C-1 500 meter.